# 王本祚
王本祚（1927年11月—1991年9月6日），中华人民共和国政治人物、外交官。
1983年，任中华人民共和国驻保加利亚大使。1986年，接替樊作楷担任中华人民共和国驻伊朗大使。1991年，由华黎明接任。

## 荣誉
- 保加利亚：马达尔骑士一级勋章（1985年）[2]